# Горки (Мордовия)
Горки — село в Большеигнатовском районе Мордовии. Входит в состав Киржеманского сельского поселения.

## География
Расположено на р. Меня, в 18 км от районного центра и 48 км от железнодорожной станции Ардатов.

## История
Название-характеристика: село находится на горке. В документах 18 в. упоминается как выселки Тархановы Горки. В «Списке населённых мест Симбирской губернии» (1859) Горки — село удельное из 137 дворов (1430 чел.) Ардатовского уезда. В 1913 году в селе было 330 дворов (2122 чел.); действовали церковь, школа. В 1930-е гг. был создан колхоз им. М. Я. Андрейчука, первого председателя-«двадцатипятитысячника», рабочего Путиловского завода, убитого кулаками; с 1996 г. — СХПК его имени. И. А. Калинкин посвятил ему поэму «Андрейчук». В современных Горках -филиал районной библиотеки, медпункт. 

## Население
| 2002 | 2010 |
| ---- | ---- |
| 397  | ↘310 |

Национальный состав
Согласно результатам Всероссийской переписи населения 2002 года, в национальной структуре населения русские составляли 87 %.

## Источник
- Энциклопедия Мордовия, Р. Н. Бузакова.